# 市原由美
市原 由美（いちはら ゆみ、1966年6月27日 - ）は、日本の女性声優。静岡県出身。本名は同じ。
旧芸名：黒田 由美（くろだ ゆみ）→ 市原 由美→ いちはら ゆみ。

## 来歴
不二聖心女子学院高等学校卒業。
劇団青年座に所属後、東京俳優生活協同組合（俳協）に移籍し2009年8月までに所属していた。2011年9月より、芸名を「市原 由美」に改め、俳協に再び所属する。
2020年現在では俳協を退所している（退所時期は不明）。

## 人物
声種はソプラノ。
特技は書道。免許・資格は中型自動車、保育士、幼稚園教諭2級、モンテッソーリ教諭国際（幼児教育）。

## 出演
※太字はメインキャラクター。

### テレビアニメ
1993年
- 機動戦士Vガンダム（1993年 - 1994年、シャクティ・カリン）
- 平成イヌ物語バウ

1995年
- 新機動戦記ガンダムW（女生徒B）
- ズッコケ三人組 楠屋敷のグルグル様（安藤圭子）
- それいけ!アンパンマン（レモンちゃん〈3代目〉）
- ママはぽよぽよザウルスがお好き（国立ママ）

1996年
- 赤ちゃんと僕（後藤浩子〈初代〉）
- こちら葛飾区亀有公園前派出所（純平〈代役〉）
- シンデレラ物語（マリー）
- YAT安心!宇宙旅行（マモル）

1997年
- CLAMP学園探偵団（女生徒C、女生徒B、美術部員B、女生徒B、ショート、女の子C、おさるさん）

1998年
- 爆走兄弟レッツ&ゴー!! MAX（祐司）

2001年
- 犬夜叉（サツキ）
- ココロ図書館（あると）

2002年
- ぱにょぱにょデ・ジ・キャラット（オーバ）

### OVA
- エルフの若奥様（1995年、ミルファ）
- 今日から俺は!!（1996年、涼子）
- フォトン（1997年、キーネ・アクア）
- 変（1997年、中山）

### 劇場アニメ
- 平成狸合戦ぽんぽこ（1994年、小春[要出典]）

### ゲーム
1997年
- VS雀士ブランニュースターズ（倍賞沙耶子）

2001年
- ジオニックフロント 機動戦士ガンダム0079（シャルロッテ・ヘープナー）
- てんたま 〜1st Sunny Side〜（渡瀬双葉、絵里）

2005年
- ガンダムバトルタクティクス（シャルロッテ・ヘープナー）

2007年
- SDガンダム GGENERATION（2007年 - 2016年、シャルロッテ・ヘープナー、シャクティ・カリン、マイキャラクターボイス女性7〈GENESIS〉） - 6作品

2010年
- ガンダムアサルトサヴァイブ（シャルロッテ・ヘープナー）

### 吹き替え
- すべてをあなたに（1997年、フェイ〈リヴ・タイラー〉）

### ラジオドラマ
- ふたりエッチ（1999年、小野田優良）

## ディスコグラフィー

### シングル

#### 配信限定シングル
| 発売日       | タイトル               | 規格品番    |
| ------------ | ---------------------- | ----------- |
| 2020年2月2日 | ひなげしの旅のむこうに | SRM-RX78049 |

### 参加楽曲
| 発売日        | 楽曲                   | 収録作品                  | 備考                                          |
| ------------- | ---------------------- | ------------------------- | --------------------------------------------- |
| 1994年6月16日 | ひなげしの旅のむこうに | 機動戦士Vガンダム SCORE 3 | テレビ朝日系アニメ『機動戦士Vガンダム』挿入歌 |

### シリーズ一覧
1. ↑  『SPIRITS』（2007年）、『WARS』（2009年）、『WORLD』『3D』（2011年）、『OVER WORLD』（2012年）、『GENESIS』（2016年）